# چارک (ابزار)

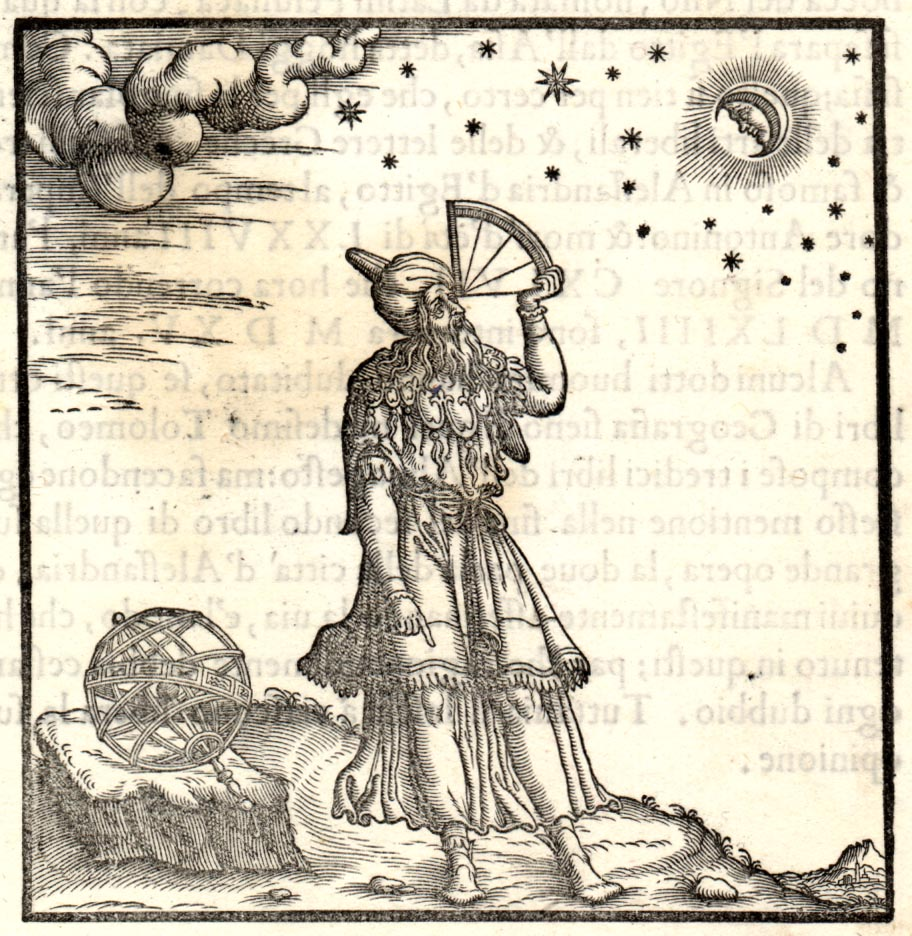
بطلمیوس در حال به کارگیری چارک دستی

چارَک (ابزار) یا کُوادرانت (به عربی: ربع)، و (به انگلیسی: Quadrant)، ابزاری است که در مشاهده‌های آسمانی اخترشناسی برای اندازه‌گیری زاویه تا ۹۰ درجه استفاده می‌شود. این وسیله را در اصل بطلمیوس به عنوان نمونهٔ بهتری از استرلاب (به یونانی: اَسْترُلابُن (ἁστρολάβον)) ارائه داده‌است. از آن پس گونه‌های مختلفی از این ابزار را اخترشناسان مسلمان سده‌های میانه برای استفاده در بررسی‌های خود ساختند.